# Wigan Athletic FC
Wigan Athletic FC är en engelsk professionell fotbollsklubb i Wigan, grundad 1932. Hemmamatcherna spelas på DW Stadium. Smeknamnet är Latics, vilket är en förkortning av "Athletic". Smeknamnet delar man med Oldham Athletic. Klubben spelar sedan säsongen 2023/2024 i EFL League One.

## Historia
Klubben grundades 1932 efter att en tidigare klubb i staden, Wigan Borough, lagts ned. Den första ligan man spelade i var Cheshire County League, men strax efter andra världskriget uteslöts man ur ligan och gick i stället med i Lancashire Combination. 1961 flyttade man tillbaka till Cheshire County League. 1968 var Wigan med och grundade Northern Premier League och tio år senare blev man efter otaliga försök invalda i The Football League på Southports bekostnad.

Klubbens ligaplaceringar från och med 1979.

Wigan fick börja i ligans lägsta division, Fourth Division, 1978/79. Under den fjärde säsongen kom man trea och gick upp till Third Division, där man blev kvar under elva säsonger innan man åkte ur 1992/93 (divisionen hade då bytt namn till Division Two i och med skapandet av FA Premier League samma år). Under denna period vann man Football League Trophy 1984/85.
1993/94 kom man på 19:e plats i fjärdedivisionen Division Three, klubbens sämsta placering någonsin i The Football League. I februari 1995 köptes klubben av den lokala affärsmannen Dave Whelan, som siktade på att ta klubben till Premier League. Klättringen påbörjades 1996/97 då man vann Division Three och 1998/99 vann man Football League Trophy för andra gången. 2002/03 vann man Division Two och gick för första gången upp i näst högsta divisionen Division One. Samma säsong gick man till kvartsfinal i Ligacupen efter segrar mot Premier League-klubbarna West Bromwich, Manchester City och Fulham.
Wigan förlorade sin första match i Division One, men var därefter obesegrad i 17 raka matcher och ledde tabellen i november 2003. Till slut blev det en sjundeplats, men man var mycket nära playoff. Redan nästa säsong kom man tvåa i divisionen, som då bytt namn till The Championship, efter att bland annat ha varit obesegrade i säsongens 17 första matcher, och gick för första gången upp i Englands högsta division FA Premier League.

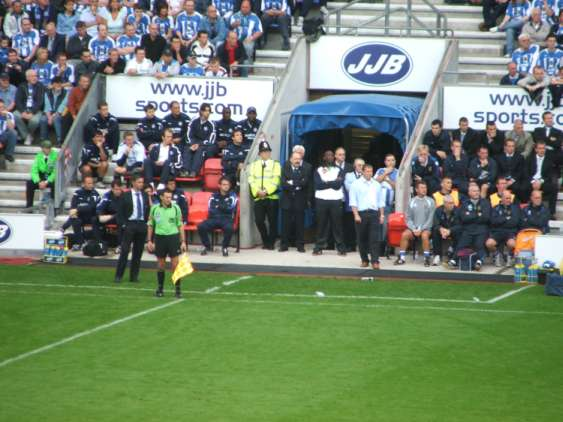
Wigans första match i FA Premier League mot Chelsea.

Klubben inledde sin första säsong i FA Premier League starkt och i november 2005 låg man tvåa. Man slutade säsongen på tionde plats, vilket är klubbens högsta ligaplacering någonsin. Under samma säsong gick man även till final i Ligacupen, där man dock förlorade med 0-4 mot Manchester United. Året efter räddade man sig kvar efter bortaseger i säsongens sista match mot Sheffield United, som i stället åkte ur. Även 2010/11 undvek man nedflyttning genom seger i säsongens sista match, denna gång borta mot Stoke. Under 2012/13 års säsong gick det dock inte att undvika nedflyttning längre, men å andra sidan nådde man klubbens största framgång i historien med en seger i FA-cupen. I finalen besegrades överraskande storklubben Manchester City med 1-0, målet gjort på övertid. Tre dagar senare förlorade man i ligan mot Arsenal och åtta år i högsta divisionen var över. Wigan blev den första klubben som vunnit FA-cupen och åkt ur högsta divisionen samma säsong.
Wigan förlorade Community Shield-matchen 2013 mot Premier League-mästarna Manchester United med 0–2. Segern i FA-cupen gav även Wigan en plats i en europeisk cup för första gången, i form av en gruppspelsplats i Europa League 2013/14. Där lyckades man inte ta sig vidare utan kom sist i gruppen efter Rubin Kazan, Maribor och Zulte Waregem. För andra året i rad gick man till semifinal i FA-cupen, men där blev Arsenal för svåra och Wigan förlorade efter straffar. I den första Championship-säsongen blev det en femteplats men förlust i playoff. Året efter, 2014/15, åkte man ned till League One, men man vann genast den divisionen och återkom till The Championship. Säsongen 2016/17 slutade Wigan dock näst sist i The Championship och blev ånyo nedflyttade, för att återigen vinna tredjedivisionen på första försöket och återvända till The Championship för säsongen 2018/19.

## Spelartrupp
| 1  | England | Sam Tickle     | 31 mars 2002    | Pilkington (-21)  |
| 12 | England | Tom Watson     | 27 augusti 2004 | Wigan Athletic FC |
| 40 | England | Matthew Corran | 4 oktober 2005  | Wigan Athletic FC |

| 2  | England   | Isaac Mabaya     | 22 september 2004 | Liverpool (-25)           |
| 4  | England   | Will Aimson      | 3 juni 1994       | Exeter City (-24)         |
| 5  | England   | Steven Sessegnon | 18 maj 2000       | Fulham (-23)              |
| 15 | Skottland | Jason Kerr       | 6 februari 1997   | St Johnstone (-21)        |
| 19 | Skottland | Luke Robinson    | 20 november 2001  | Wigan Athletic FC         |
| 22 | England   | Jon Mellish      | 19 september 1997 | Carlisle United (-25)     |
| 23 | Malta     | James Carragher  | 11 november 2002  | Wigan Athletic FC         |
| 41 | England   | K'Marni Miller   | 9 november 2005   | Wigan Athletic FC         |
| 47 | England   | Josh Robinson    | 20 december 2004  | Wigan Athletic FC         |
| '  | Wales     | Morgan Fox       | 21 september 1993 | Queens Park Rangers (-25) |

| 6  | England    | Jensen Weir      | 31 januari 2002 | Brighton & Hove Albion (-24) |
| 7  | Skottland  | Fraser Murray    | 7 maj 1999      | Kilmarnock (-25)             |
| 8  | England    | Callum Wright    | 2 maj 2000      | Plymouth Argyle (-25)        |
| 14 | England    | Ryan Trevitt     | 12 mars 2003    | Brentford (-25)              |
| 16 | Irland     | Babajide Adeeko  | 3 april 2003    | Wigan Athletic FC            |
| 17 | England    | Matt Smith       | 5 oktober 2000  | Arsenal (-23)                |
| 18 | England    | Jonny Smith      | 28 juli 1997    | Burton Albion (-23)          |
| 20 | England    | Callum McManaman | 25 april 1991   | Tranmere Rovers (-23)        |
| 24 | England    | Harry McHugh     | 14 oktober 2002 | Wigan Athletic FC            |
| 26 | England    | Joe Adams        | 3 juni 2004     | Sholing (-22)                |
| 27 | England    | Tobias Brenan    | 16 juli 2006    | Oxford United (-25)          |
| 35 | Australien | Tyrese Francois  | 16 juli 2000    | Fulham (-24)                 |
| 38 | England    | Ronan Darcy      | 4 november 2000 | Crawley Town (-25)           |
| 39 | England    | Dion Rankine     | 15 oktober 2002 | Chelsea (-24)                |

| 9  | England | Christian Saydee | 10 maj 2002      | Portsmouth (-25)     |
| 10 | England | Paul Mullin      | 6 november 1994  | Wrexham (-25)        |
| 11 | Irland  | Dara Costelloe   | 11 december 2002 | Burnley (-25)        |
| 28 | England | Leo Graham       | 17 februari 2006 | Wigan Athletic FC    |
| 34 | England | Chris Sze        | 9 december 2003  | Wigan Athletic FC    |
| 37 | England | Maleace Asamoah  | 15 november 2002 | Fleetwood Town (-24) |
| 44 | England | Joseph Hungbo    | 15 januari 2000  | 1. FC Nürnberg (-25) |

Not: Spelare i kursiv stil är inlånade.

### Utlånade spelare
| Nr | Land    | Pos | Namn                                           |
| -- | ------- | --- | ---------------------------------------------- |
| —  | England | MF  | Kai Payne (i Oldham Athletic till 31 maj 2026) |

| Nr | Land | Pos | Namn |
| -- | ---- | --- | ---- |

## Meriter

### Liga
- The Championship eller motsvarande (nivå 2): Tvåa och uppflyttade 2004/05
- League One eller motsvarande (nivå 3): Mästare 2002/03, 2015/16, 2017/18, 2021/22
- League Two eller motsvarande (nivå 4): Mästare 1996/97; Trea och uppflyttade 1981/82
- Northern Premier League: Mästare 1970/71, 1974/75; Tvåa 1968/69, 1969/70, 1977/78
- Cheshire County League: Mästare 1933/34, 1934/35, 1935/36, 1964/65
- Northern Floodlit League: Mästare 1966/67
- Lancashire Combination: Mästare 1947/48, 1950/51, 1952/53, 1953/54; Tvåa 1949/50, 1959/60

### Cup
- FA-cupen: Mästare 2012/13
- Ligacupen: Finalist 2005/06
- FA Community Shield: Finalist 2013
- Football League Trophy: Mästare 1984/85, 1998/99
- Isle Of Man Football Festival: Mästare 1986
- Lancashire Senior Cup: Mästare 1984/85, 1991/92, 1998/99
- FA Trophy: Finalist 1972/73
- Northern Premier League Shield: Mästare 1972/73, 1973/74, 1975/76
- Northern Premier League Challenge Cup: Mästare 1971/72
- Lancashire Floodlit Cup: Mästare 1966/67, 1970/71, 1972/73; Finalist 1971/72
- Lancashire FA Challenge Trophy: Mästare 1934/35, 1952/53, 1953/54, 1955/56, 1959/60, 1965/66, 1967/68, 1971/72, 1973/74, 1976/77, 1977/78; Finalist 1969/70, 1970/71, 1975/76
- Ashworth Trophy: Mästare 1973/74
- Edward Case Cup: Mästare 1965/66
- Cheshire County League Cup: Mästare 1964/65, 1965/66; Finalist 1966/67
- Inter League Cup: Finalist 1962/63
- Makerfield Cup: Mästare 1952/53, 1953/54, 1954/55, 1955/56 (delad), 1956/57
- Cheshire County Cup: Mästare 1935/36